# HMS Hood
HMS Hood var en britisk slagkrydser i mellemkrigstiden og den første del af 2. verdenskrig. Hood blev sænket af det tyske slagskib Bismarck i slaget i Danmarksstrædet nordvest for Island d. 24. maj 1941.
Skibet var opkaldt efter Samuel Hood, en admiral fra det 18. århundrede.
Bygningen af Hood blev beordret 7. april 1916 og påbegyndt 1. september 1916. Efter tabet af 4 slagkrydsere i søslaget ved Jylland (31. maj-1. juni 1916) blev der ændret i skibets design. Man indså dog, at der stadig var begrænsninger i designet, hvorfor arbejdet på hendes søsterskibe blev indstillet i midten af 1917 og Hood er derfor det eneste færdiggjorte skib af den klasse. Skibet blev dog ikke færdigt før i 1920 og fik derfor ikke nogen indflydelse på 1. verdenskrig.
I mellemkrigstiden var Hood verdens største krigsskib, og fordi mange briter havde stor veneration for flåden, var det meget kendt. Derfor brugte det også megen tid på diverse PR-aktiviteter. I denne periode var skibet bl.a. udstationeret i Middelhavet indtil det i 1939 måtte tilbage til Storbritannien til en gennemgang. Grundet udviklingen i maritim krigsførelse kunne skibet på dette tidspunkt ikke følge med den teknologiske udvikling. Det var meningen at skibet i 1941 skulle gennemgå en opgradering for at rette op på dette. På grund af 2. verdenskrigs udbrud i september 1939 skete dette dog aldrig og hun blev i aktiv tjeneste uden disse opgraderinger. 
Fra starten af 2. verdenskrig blev Hood sat til at patruljere omkring Island og Færøerne, hvor det kom i kamp med det tyske slagskib Bismarck der forsøgte at bryde ud i Atlanten. Under denne konfrontation blev Hood sænket. Af de 1.418 ombordværende blev kun 3 mænd reddet. Nogle briter kaldte senere tabet af Hood det største chok, de havde fået under krigen.
63°20′00″N 31°50′00″V / 63.333333333333°N 31.833333333333°V